# Paulianacarus granulatus
Paulianacarus granulatus är en kvalsterart som först beskrevs av Balogh 1961.  Paulianacarus granulatus ingår i släktet Paulianacarus och familjen Lohmanniidae. Inga underarter finns listade i Catalogue of Life.